# 22 Kalliope
22 Kalliope (in italiano 22 Calliope) è un grande asteroide della Fascia principale, scoperto da John Russell Hind il 16 novembre 1852 grazie al telescopio da 7 pollici dell'osservatorio privato di George Bishop (di cui era direttore) al Regents Park di Londra, Regno Unito. Fu battezzato così in onore di Calliope, la Musa greca della poesia epica.
Kalliope ha un diametro medio di 181 km ed è un asteroide di tipo M, con una composizione quasi pura di nichel e ferro. Tuttavia, recenti misurazioni indicano che la densità del pianetino è di soli 2.37 g/cm³; ciò implicherebbe la presenza di una quantità considerevole d'altri materiali meno pesanti. Osservazioni compiute dall'European Southern Observatory rivelano che l'asteroide ha una forma leggermente allungata.
Il 29 agosto 2001, gli astronomi Jean-Luc Margot e Michael E. Brown scoprirono con il telescopio Keck II (Mauna Kea, Hawaii) un piccolo satellite di Kalliope. Il 1º settembre, un altro team di astronomi, grazie al telescopio Canada-Francia-Hawaii (Kamuela, Hawaii), individuò anch'esso il piccolo oggetto e la scoperta venne annunciata il 3 settembre 2001. La luna ricevette la designazione provvisoria di S/2001 (22) 1 e successivamente fu battezzata Linus ((22) Kalliope I Linus) come una delle tre figure della mitologia greca figlie di Apollo. Linus ha un diametro di 38 ± 6 km (cinque volte più piccolo di quello di Kalliope) e compie una rivoluzione attorno a Kalliope in 3,590 ± 0,001 giorni, tenendosi a una distanza di 1065 ± 8 km su di un'orbita praticamente circolare (0.000 ± 0.005) ma molto inclinata e retrograda (93.4° ± 1°, 9° ± 1° rispetto all'equatore). Il piccolo asteroide potrebbe essere un ejecta espulso a causa dell'impatto di Kalliope con un altro corpo, o un frammento catturato dopo il disintegramento di un asteroide progenitore (un proto-Kalliope).